# اینترآیلند ایرلاینز

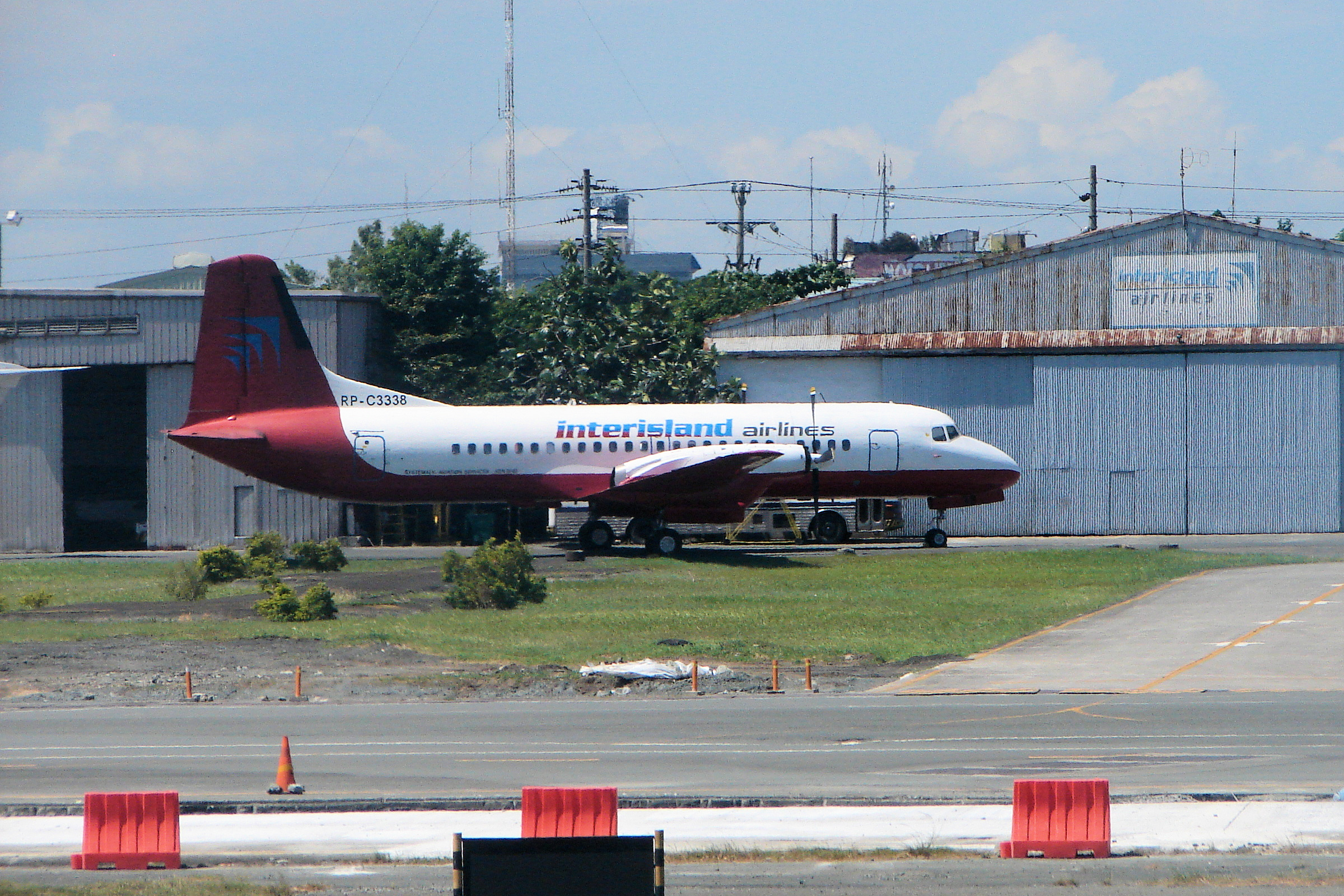

اینترآیلند ایرلاینز (به انگلیسی: Interisland Airlines) یک شرکت هواپیمایی با کد یاتا I4 است که در تاریخ ۱۹۸۶ میلادی تأسیس شده‌است. دفتر مرکزی اینترآیلند ایرلاینز در فرودگاه بین‌المللی نینوی آکوئینو واقع شده‌است و قطب این شرکت هواپیمایی در فرودگاه بین‌المللی نینوی آکوئینو قرار دارد و به ۴ مقصد، پرواز انجام می‌دهد.